# Воронів (Шептицький район)
Во́ронів — село в Україні, у Белзькій міській громаді Шептицького району Львівської області. Населення становить 137 осіб.

## Історія
На 01.01.1939 в селі мешкало 400 осіб, з них 300 українців-греко-католиків, 60 українців-римокатоликів, 5 євреїв, 10 поляків, 25 польських колоністів міжвоєнного періоду. Місцева греко-католицька громада належала до парафії Тяглів Угнівського деканату Перемишльської єпархії. Село входило до ґміни Брукенталь Равського повіту Львівського воєводства Польської республіки. Після анексії СРСР Західної України в 1939 році село включене до Угнівського району Львівської області.